# Акшокинський сільський округ (Маканчинський район)
Акшоки́нський сільський округ (каз. Ақшоқы ауылдық округі, рос. Акшокинский сельский округ) — адміністративна одиниця у складі Маканчинського району Абайської області Казахстану. Адміністративний центр — село Акшоки.
Населення — 855 осіб (2021; 1097 у 2009, 1494 у 1999, 2157 у 1989).
Станом на 1989 рік існувала Акшокинська сільська рада (села Акшоки, Предгорне).

## Склад
До складу округу входять такі населені пункти:
| Населений пункт | Старі назви | Населення, осіб (1989) | Населення, осіб (1999) | Населення, осіб (2009) | Населення, осіб (2021) |
| --------------- | ----------- | ---------------------- | ---------------------- | ---------------------- | ---------------------- |
| Акшоки, село    | -           | 1826                   | 1320                   | 1034                   | 830                    |
| Підгорне, село  | Предгорне   | 331                    | 174                    | 63                     | 25                     |